# Ciklohexil-amin
A ciklohexil-amin az alifás aminok közé tartozó szerves vegyület. Halszagú, vízzel elegyedő színtelen folyadék, bár más aminokhoz hasonlóan, a benne található szennyeződések miatt gyakran színes. A többi aminhoz hasonlóan – az erős bázisokhoz, például NaOH-hoz képest – gyenge bázis, de aromás megfelelőjénél, az anilinnál erősebb bázis.
Számos szerves vegyület előállításának fontos köztiterméke.

## Előállítása
A ciklohexil-amint kétféleképpen állítják elő, a legjelentősebb módszer az anilin kobalt vagy nikkel katalizátor mellett történő hidrogénezése:
C6H5NH2 + 3 H2 → C6H11NH2
Előállítják még ammónia ciklohexanollal történő alkilezésével is.

## Felhasználása
A ciklohexil-amint szerves vegyületek szintézisének köztitermékeként használják. A szulfénamid-alapú reagensek, mint például a vulkanizálást gyorsító anyagok prekurzora. Gyógyszer-hatóanyagok (pl.  nyákoldók, fájdalomcsillapítók és hörgőtágítók) építőeleme. Maga az amin hatásos korróziógátló. Egyes édesítószerek, nevezetesen a ciklamátok a ciklohexil-amin származékai. A hexainon gyomirtószer is ciklohexil-amin-származék.

## Biztonságtechnikai adatok
Patkánynak szájon át adva LD50 értéke 0,71 ml/kg.
Gyúlékony anyag, lobbanáspontja 28,6 °C. Lenyelve és belélegezve is mérgező, belégzése halálos is lehet. Bőrön keresztül könnyen felszívódik, ami irritációt okozhat. Korrozív. 

## Fordítás
Ez a szócikk részben vagy egészben  a   Cyclohexylamine című angol Wikipédia-szócikk ezen változatának fordításán alapul.  Az eredeti cikk szerkesztőit annak laptörténete sorolja fel. Ez a jelzés csupán a megfogalmazás eredetét és a szerzői jogokat jelzi, nem szolgál a cikkben szereplő információk forrásmegjelöléseként.